# 黒河渓谷

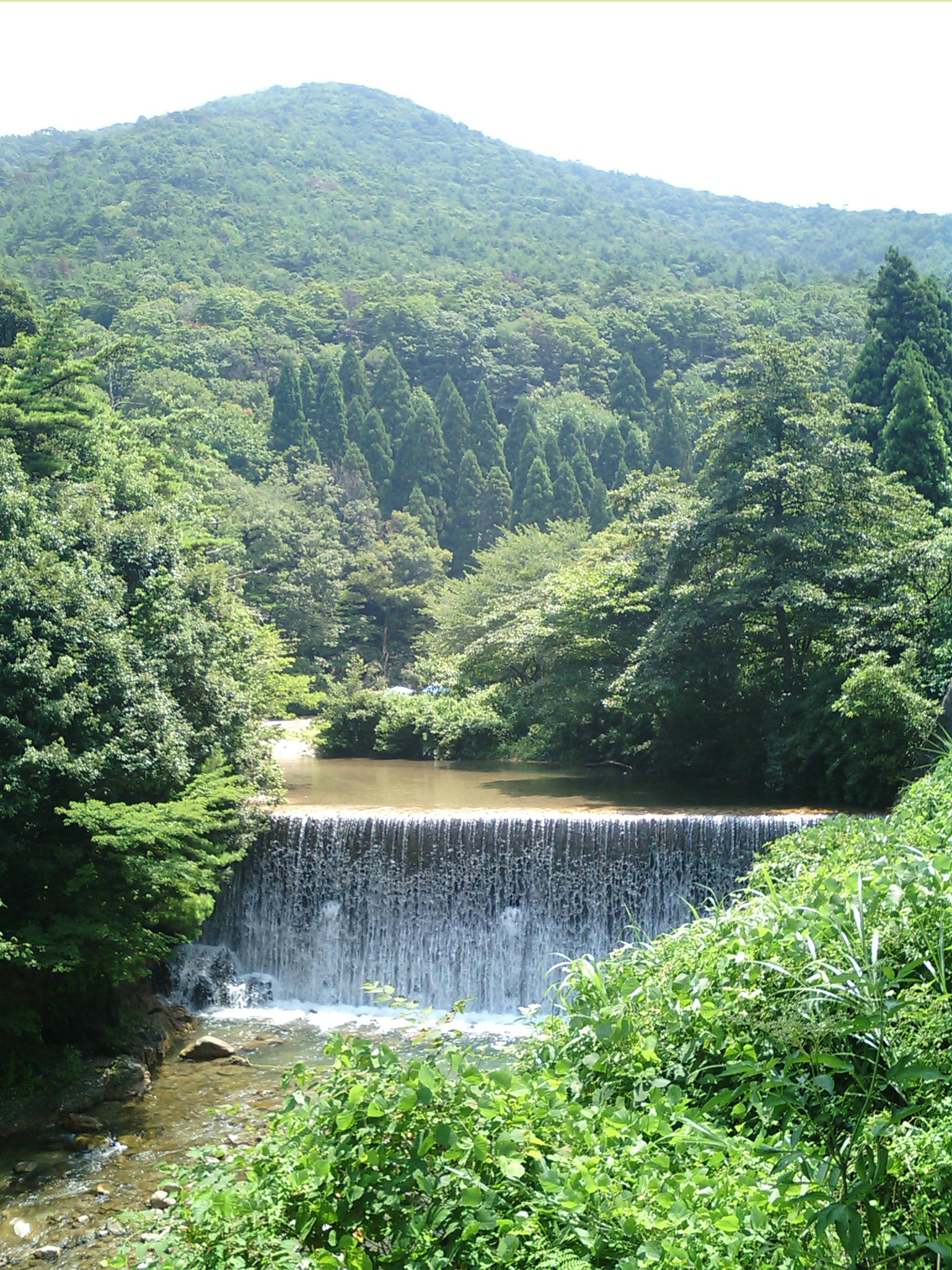
上流の堰堤

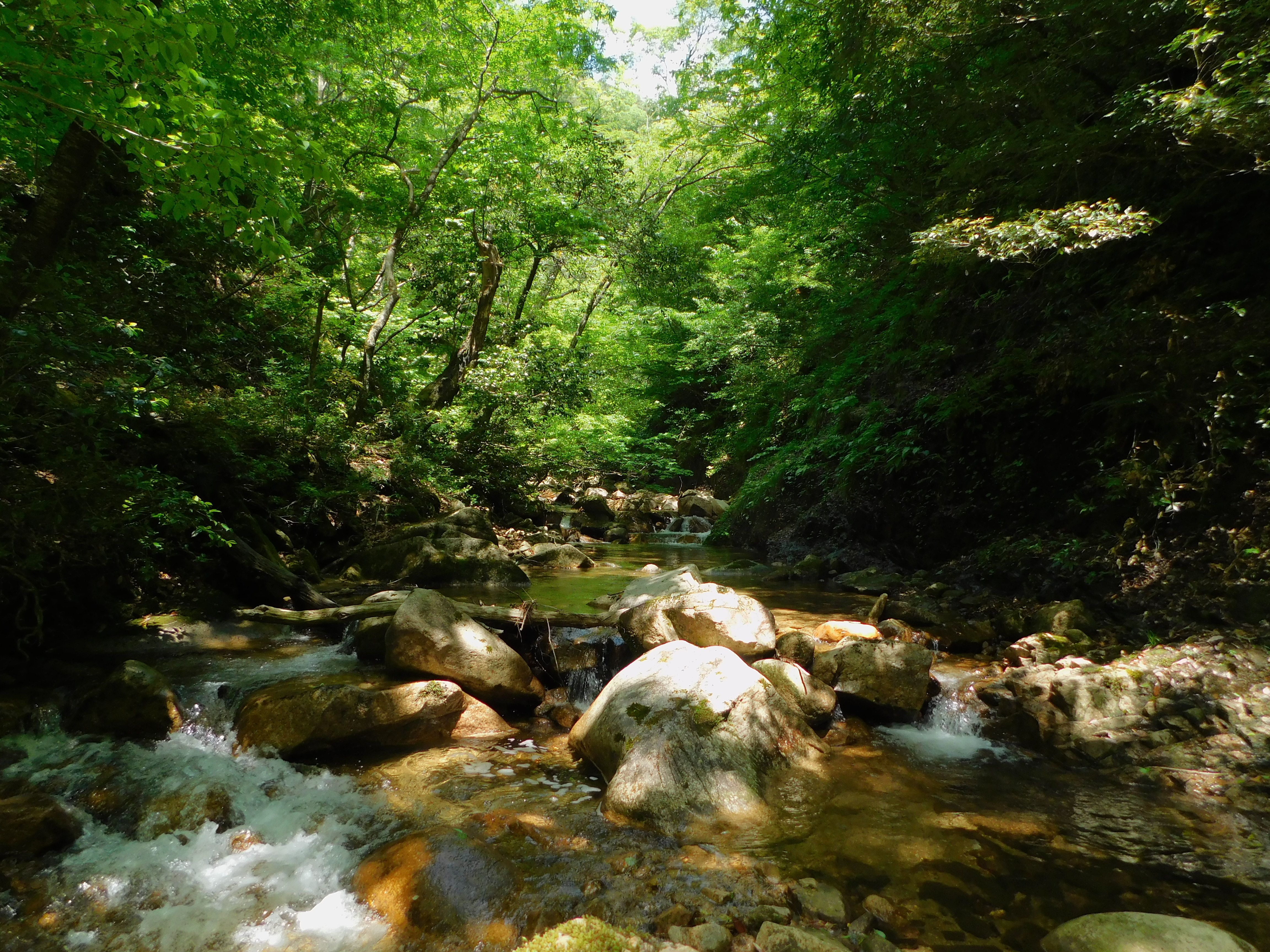
口無谷

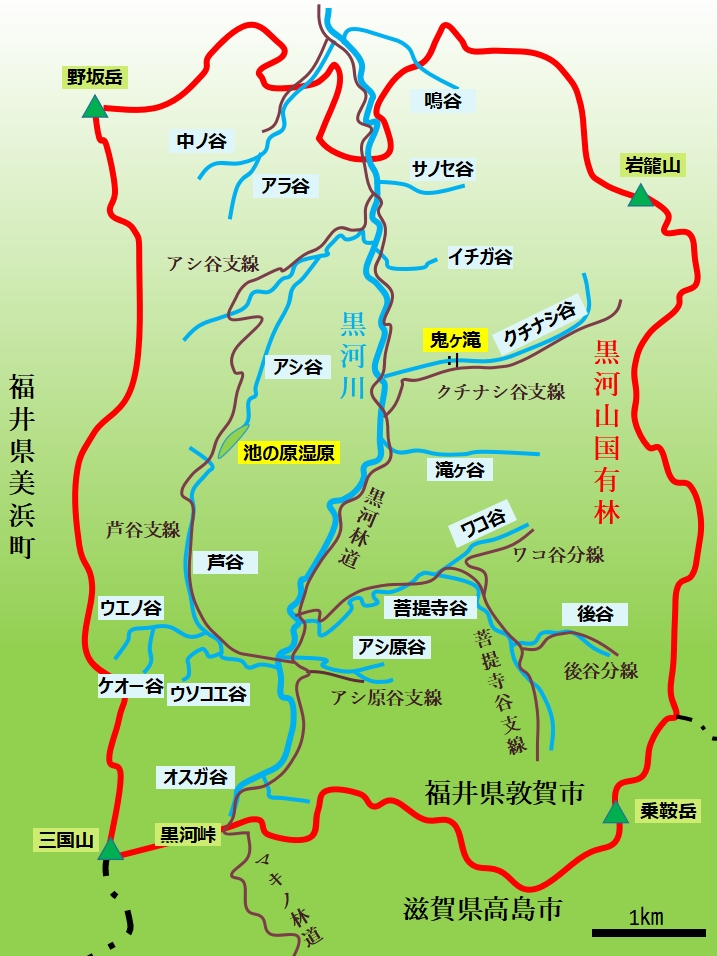
黒河渓谷の地図

黒河渓谷（くろこけいこく）は、福井県敦賀市の黒河川によって形作られた渓谷である。黒河川は敦賀市南部の山地を源流とし、北へ向かって流れ、下流で笙の川と合流して最終的に敦賀湾へ流入する。渓谷には、市内では最も大きな滝である鬼ヶ滝、希少な動植物が生息する池の原湿原があり、渓谷最奥の滋賀県境付近には林木遺伝資源保存林に設定されているブナの天然林もみられる。

## 概要
黒河渓谷は野坂山地を源流とし、南は滋賀と福井の県境である三国山(876.3m)と乗鞍岳(865.2m)を結ぶ山嶺、また東は岩籠山(765.2m)と乗鞍岳、西は敦賀市と美浜町の境界である野坂岳(913.5m)と三国山の尾根筋となっている。これら4つの山で囲まれた範囲は、黒河山国有林に相当し、水源かん養保安林として、敦賀市の重要な水がめとなっている。この国有林を黒河川とその支流が貫き、渓谷を形成している。川沿いには黒河林道が付けられており、黒河峠を経て、滋賀県側のマキノ林道に接続している。渓谷の入口周辺は堆積した土砂による自然に近い河原がみられ、夏季には川遊びを楽しむ家族連れも見られる。

## 地名の由来
黒河（くろこ）という名称には次のような伝説がある。炭焼きを生業とする治郎左衛門が、黒河川支流の芦谷にある池の原と呼ぶ池で魚を捕まえて食べたところ、発熱し、池に沈んで、竜に変わった。時が経ち、池の原の水が枯れてきて竜が住めなくなり、逃げようとしたところ、滝から落ちて死んでしまった。この時に、竜の黒い血が七日間も川に流れた、これに由来し、黒河川というようになった。この伝説の内容は、実際の地形の成り立ちと対応しており、現在のアシ谷源頭にある池の原湿原には、もともと南の芦谷から河川が流れ込んでいたが、河川争奪の結果、流れが変わり水量が低下し、湿原が形成されたとみられている。ほかにも口無谷の滝から竜が落ちたという伝説もある。

## 自然

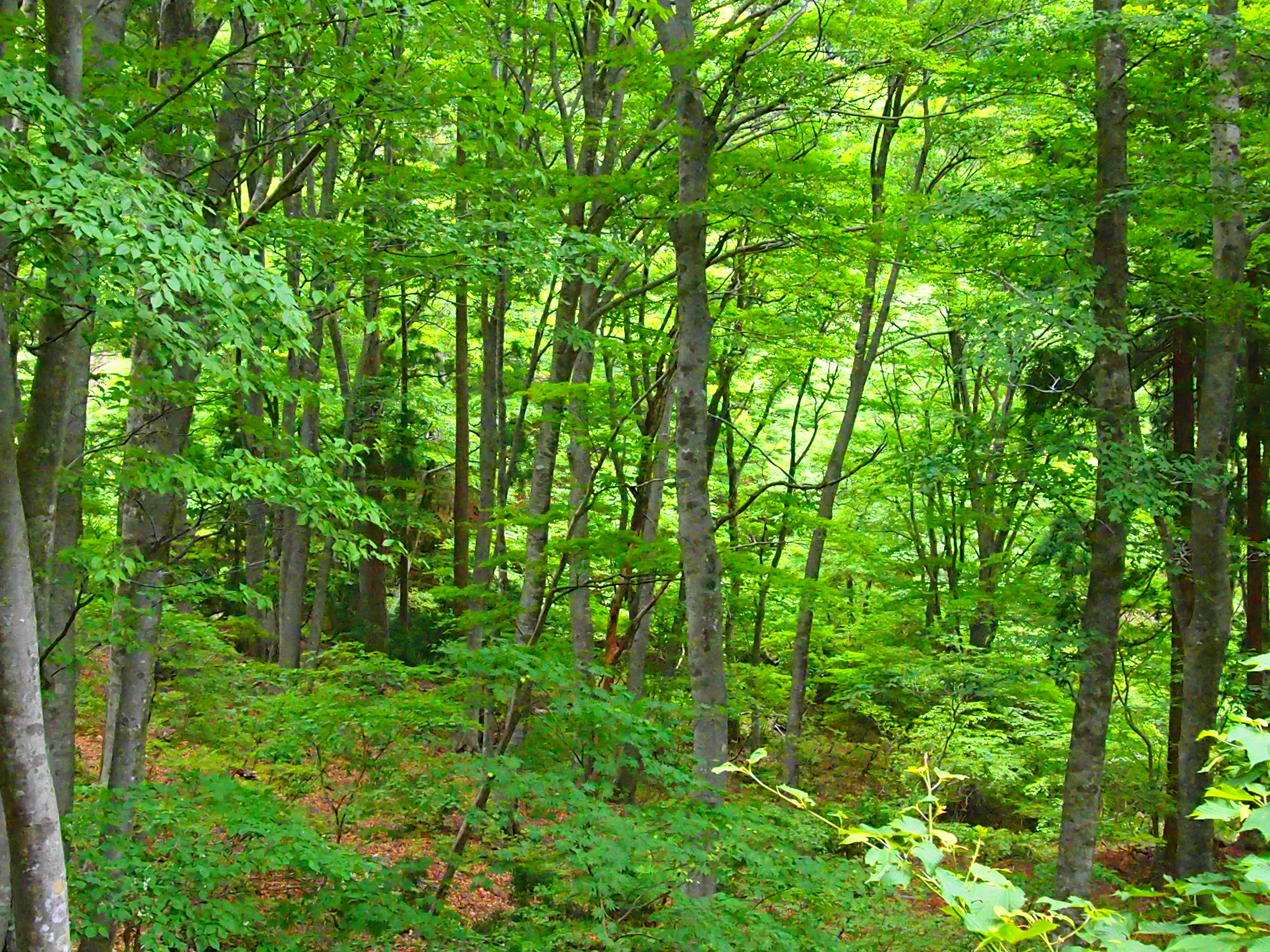
黒河山林木遺伝資源保存林

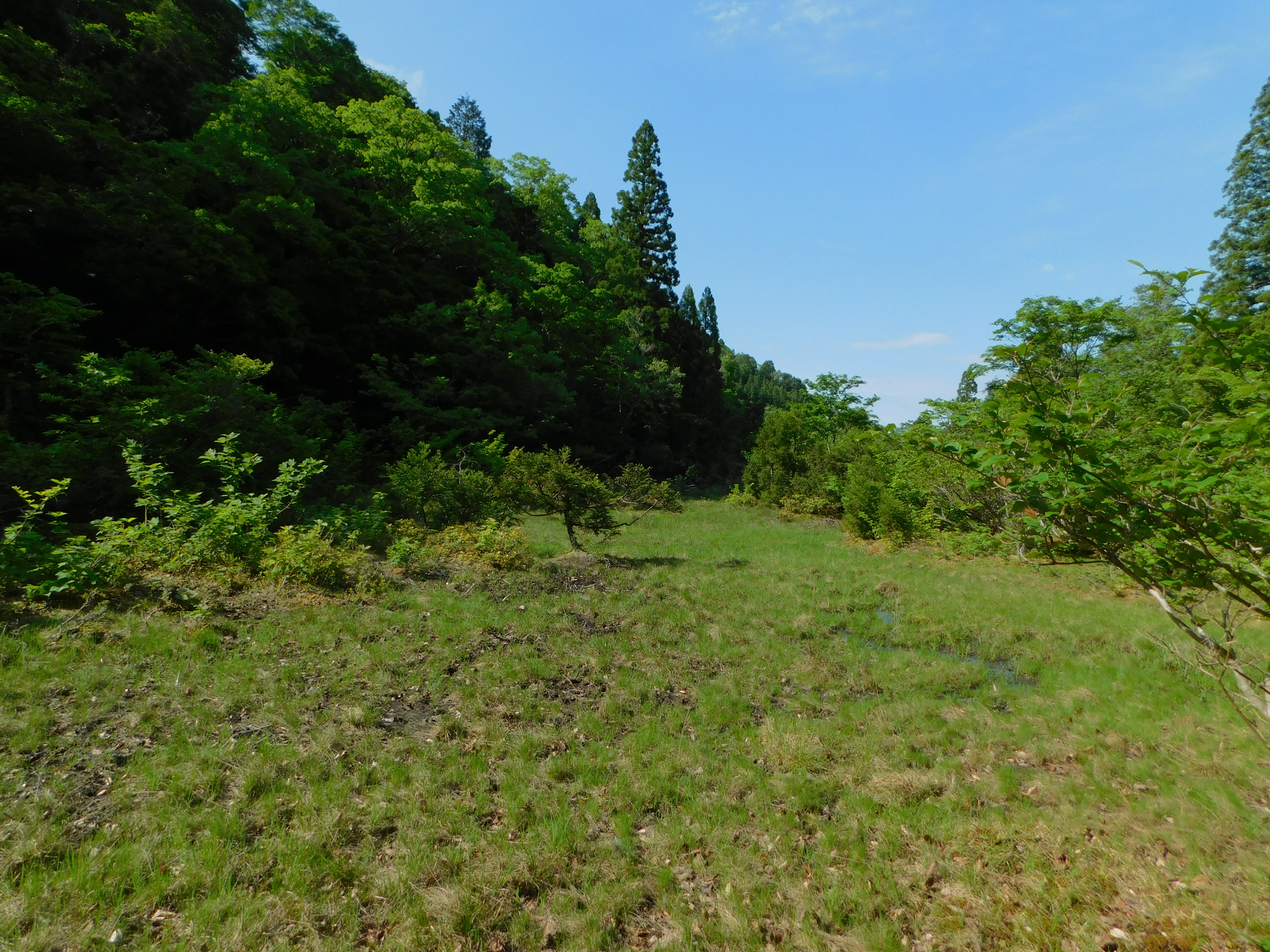
池の原湿原

敦賀半島から黒河川流域は、中生代末から第三紀初期の花崗岩が偏在しており、黒河渓谷で風化、浸食した砂礫が、下流部で扇状地となり、同じ笙の川水系の木の芽川などとともに沖積平野である敦賀平野を形成している。扇状地には「砂流(すながれ)」の地名も見られ、地形の成り立ちを示している。
黒河渓谷のある黒河山国有林は、東に隣接した国有林(平石、岩篭、追分、池ノ谷、西ノ谷)などを合わせると面積4,785haと福井県では3番目、嶺南地域では最大の広さである。このうち4,617haが水源かん養保安林に指定され、敦賀市内で利用される地下水の重要な水源地帯となっている。また、滋賀県との県境、黒河峠から三国山付近の93haが、天然のブナ、スギ、ミズナラ、イヌシデなどの遺伝資源を保存するために保護されており、黒河山林木遺伝資源保存林に指定されている。
渓谷には大小の滝が多くみられるが、口無谷の鬼ヶ滝は落差20m、幅3～5mあり、敦賀市内では最大の滝である。花崗岩の岩盤からなる口無谷には、国土地理院地図に鬼ヶ滝を含め3つの滝が記載されているが、その他にもいくつもの滝がある。
野坂岳と三国山を結ぶ稜線の東側のアシ谷にある池の原湿原は、広さ1.3haと小さな湿原であるが、貴重な動植物がみられ、国内最小のトンボである希少種のハッチョウトンボやモリアオガエルの産卵、国や県で絶滅が危惧されているトキソウ、ノハナショウブ、カキランなども観察されている。

## 開発の歴史

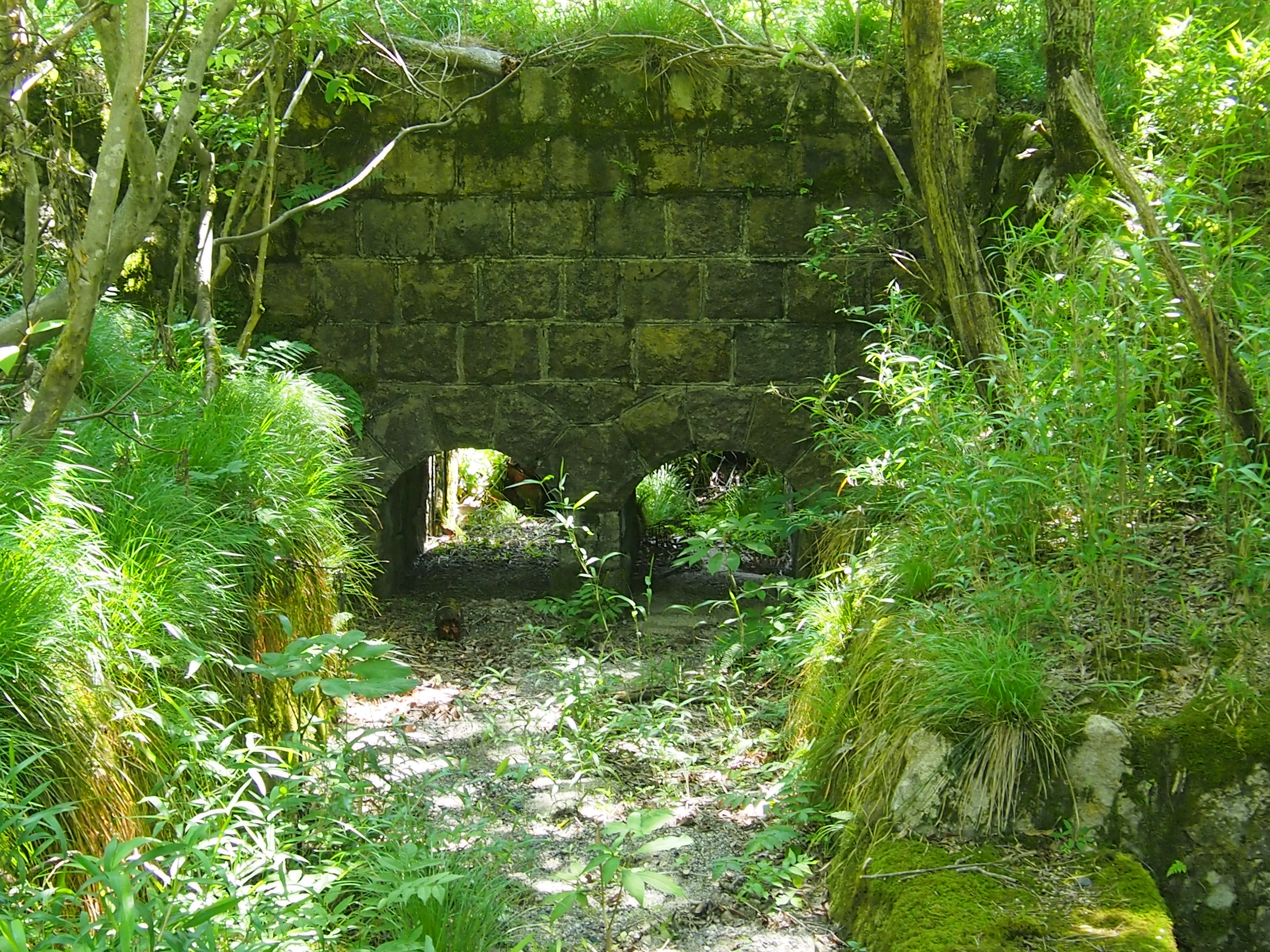
水路式水力発電所の跡

飛鳥時代に全国規模の官道が整備されたが、近江と越前を結ぶ交通路の一つとして黒河渓谷に道が整備されたとの説がある。険阻な山道であるが、古代駅の鞆結駅(近江国)と松原駅(越前国)を一直線で結ぶ最短ルートとみなせることがその根拠となっている。このルートは、黒河越え(白谷越え)と呼ばれていた。
現在は渓谷入口の雨谷より南には人家はないが、まったく手つかずの状態ではない。
明治時代に、敦賀電燈によって、粟野水力発電所（出力250kW）が設置され、1910年12月に営業運転を開始している。その後1927年6月に京都電灯と合併、戦時中は国策会社の関西配電の管理になり、戦後は北陸電力が営業を続けていたが、昭和30年代に廃止された。福井県民生活協同組合が、導水路を一部補修し再利用した黒河川水力発電所として再開発し、2025年6月2日に運開した。最大出力499kW、年間発電量3,130MWhで北陸電力送配電に売電されている。なお、同時期の1923年に開業した笙の川沿いの疋田水力発電所（北陸電力）は現役で稼働している。また、1958年には、潅漑・治水・発電の目的で、福井県によって黒河ダムの建設計画（総事業費10.6億円）が立てられ、建設省へ予算請求されたが却下となっている。
林業の利用も古くからおこなわれ、明治9年(1876年)に国有林の前身の官営林となっており、材木や木炭の生産も官営で行われ、製材所(当時の写真が残る)や炭焼き窯が設置され、最盛期には200人が作業に当たっていた。また、材木運搬のための森林軌道が、大正9年(1920年)に敷設され、奥深い菩提寺谷にも延長されていた、昭和14年(1939年)まで使用されていたが、ワイヤーによる索道運搬に切り替わり、廃止された。森林軌道の総延長は7,939mにも及び、当時の軌道を拡幅することで、現在の黒河林道やその支線に転用されている。遺構として、口無谷に軌道が通っていた吊り橋のアンカーブロックのみが残っている。

## レジャー利用
黒河渓谷の入口の雨谷(あまだに)付近は、川岸が広く浅瀬となった場所があり、夏季には水遊びやバーベキューを楽しむ人の姿も見られる。もともとは近隣住民しか知られていなかったが、現在では敦賀市観光協会でも紹介され、簡易トイレも設置されている。ただし、車でのアクセスは不便で、狭い林道の端や離れた空地に駐車する必要がある。
雨谷付近では、地元学生の度胸試しとして、堰堤から飛び降りる滝ジャンプと呼ばれる遊びがあった。しかし最近では水量が減少傾向で、次第にこのような遊びも消えつつある。
そのほか、以下のように多様なレジャーも行われている。雨谷付近は毎年アユ、アマゴが放流され、敦賀河川漁業協同組合から遊漁券を購入すれば、渓流釣りを行うことができる。また、オフロードバイクや自転車でツーリングを楽しむ姿も見られる、ただし崖崩れなどにより林道が途中で通行止めの場合もあり、特に自動車での通行は注意が必要である。さらに、口無谷においては、連続する滝を遡行する沢登りが行われており、岩籠山までの登山記録も見られる。

### 風景

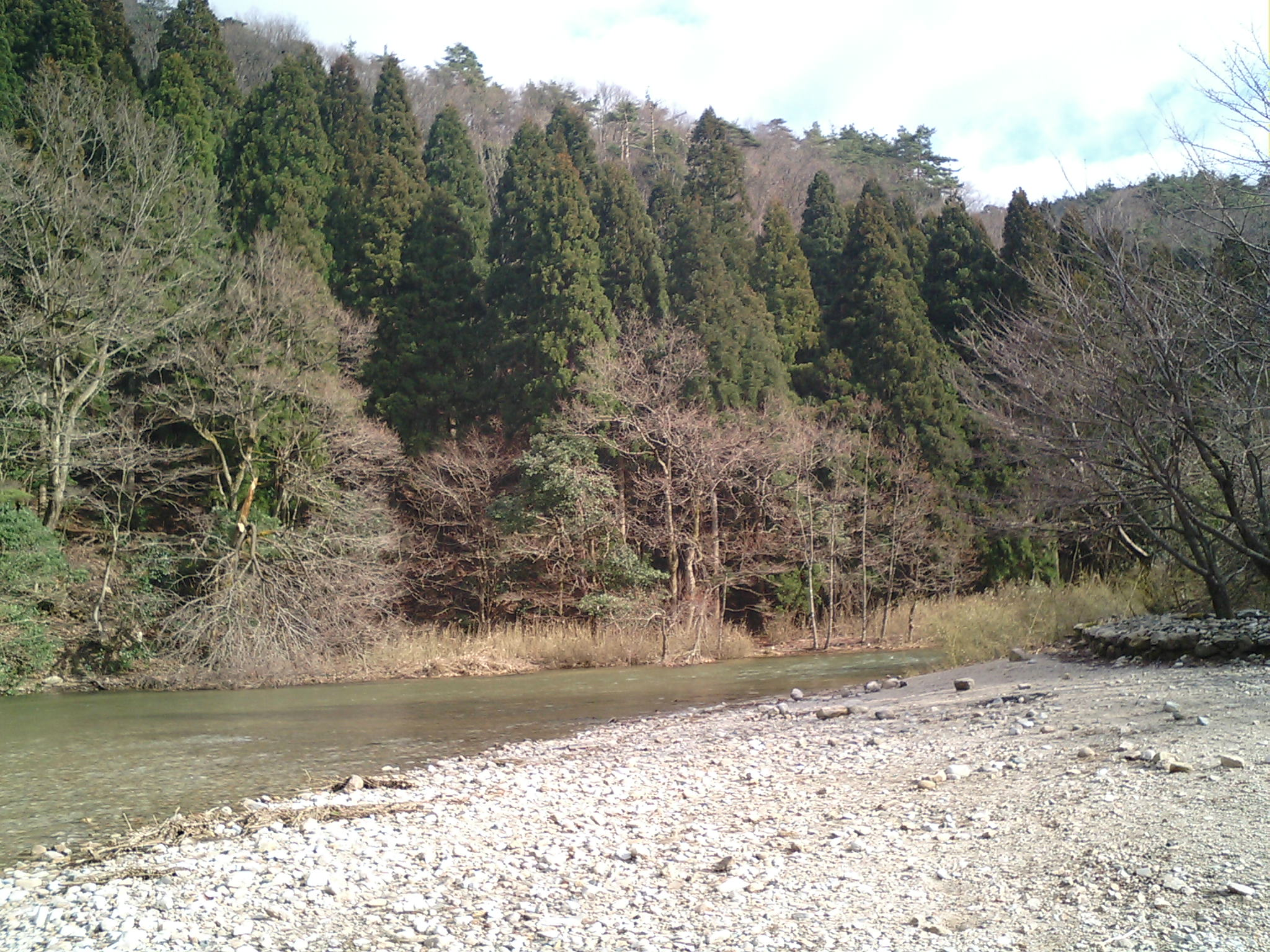
夏場によく利用される川原
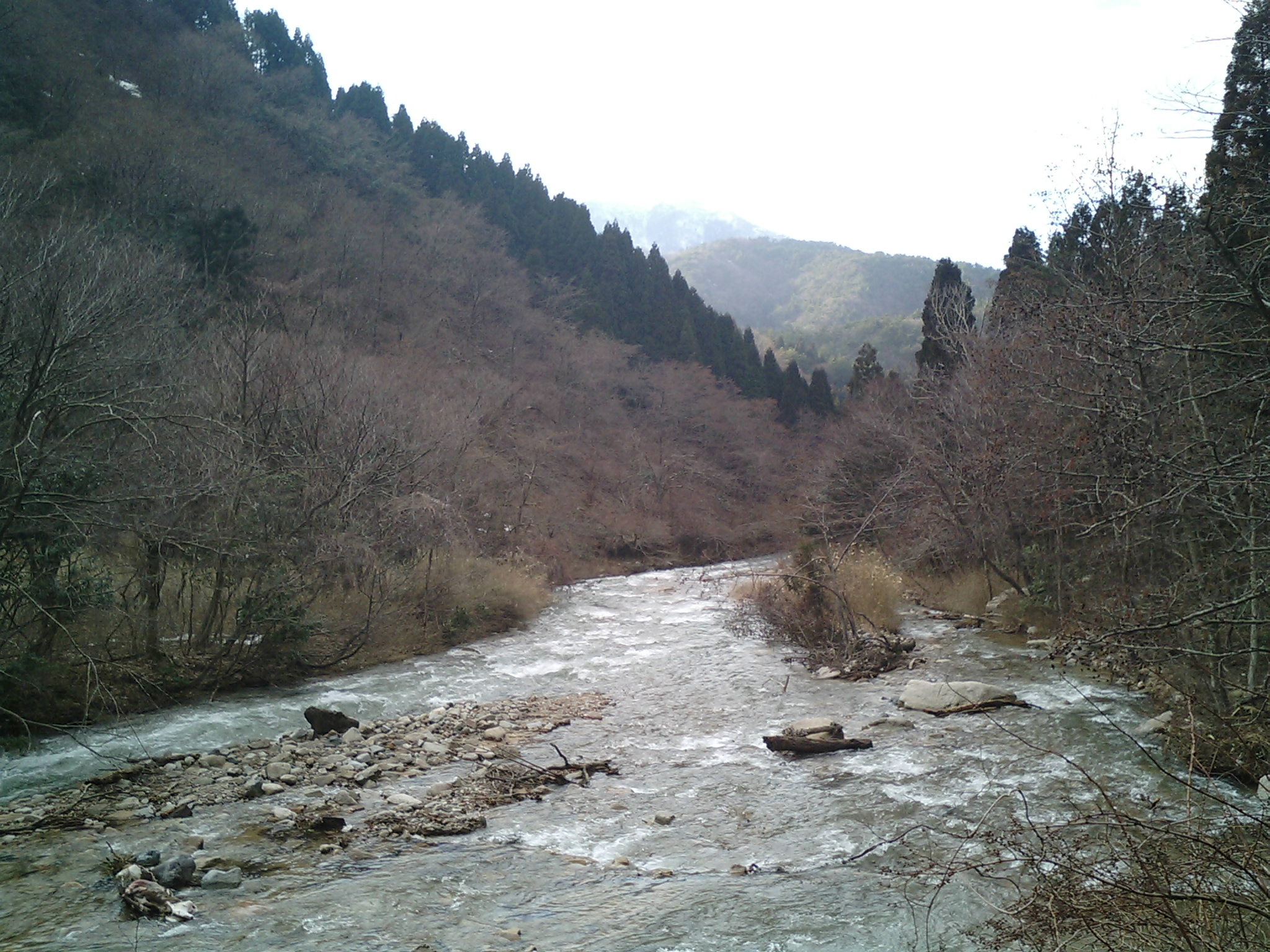
黒河川上流
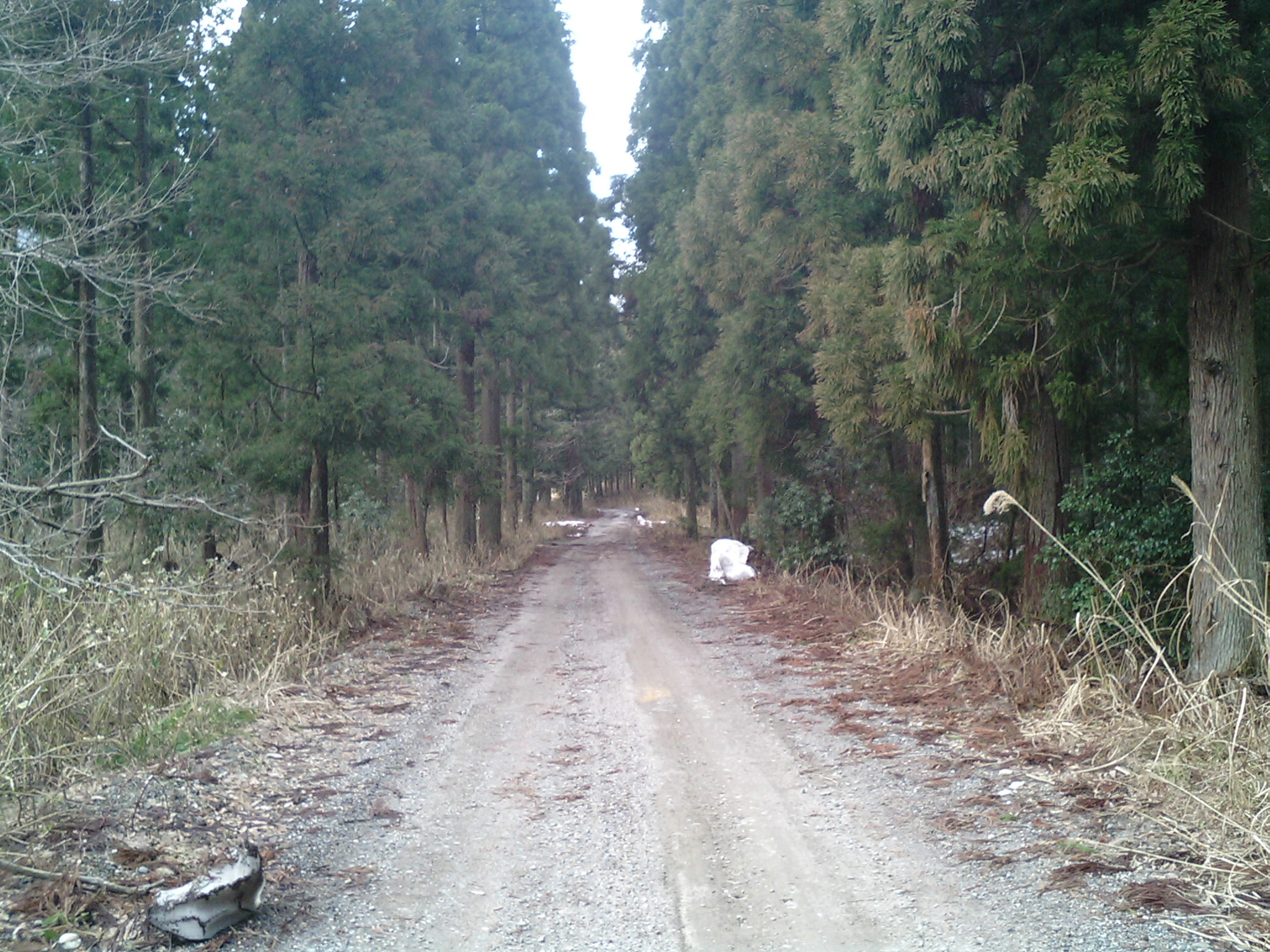
黒河林道（敦賀方面を望む）
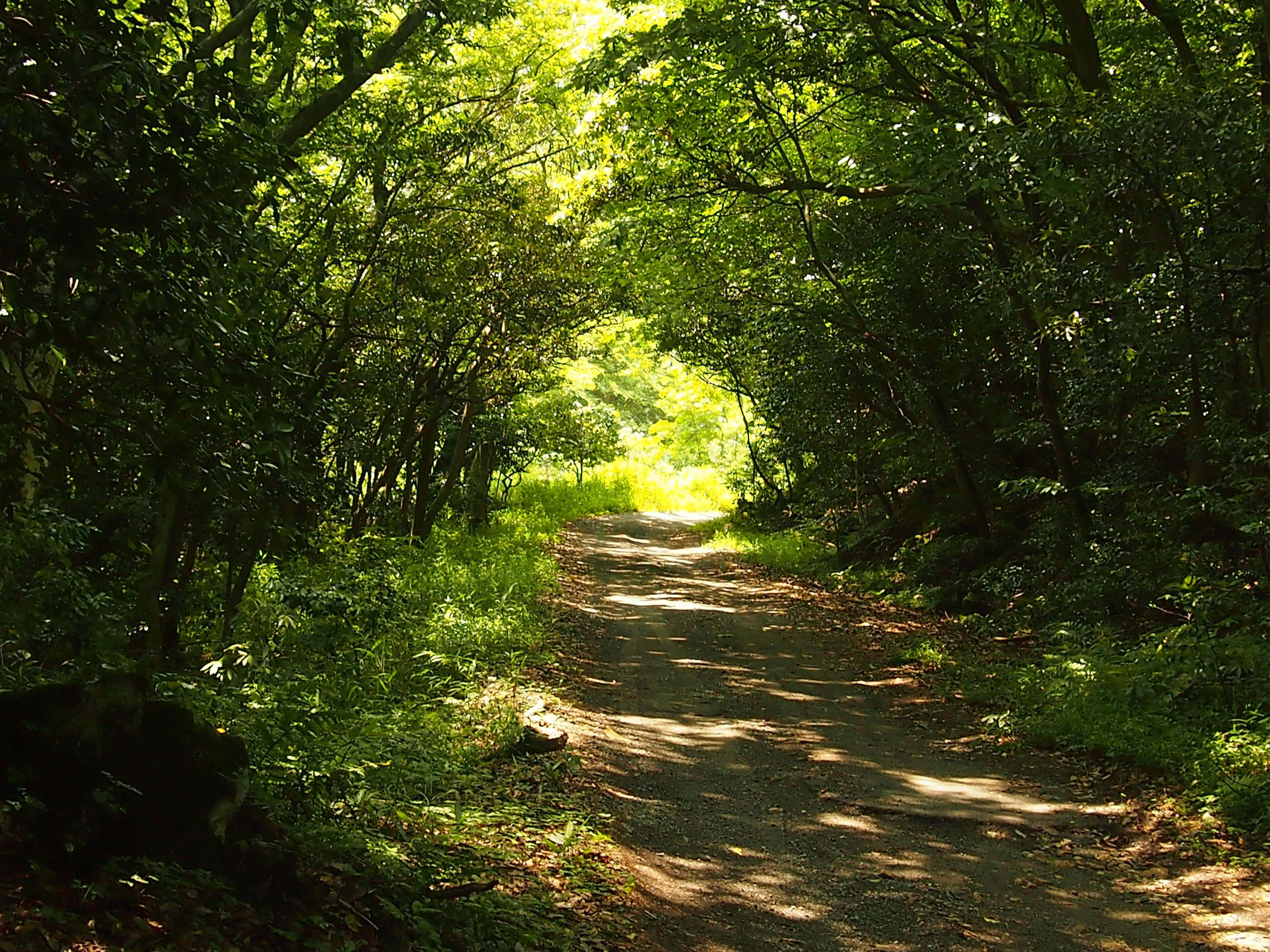
黒河林道の緑のトンネル

## アクセス
北陸自動車道敦賀インターチェンジ→国道27号→福井県道225号敦賀美浜線→福井県道211号山櫛林線→黒河林道